# Huile de noix

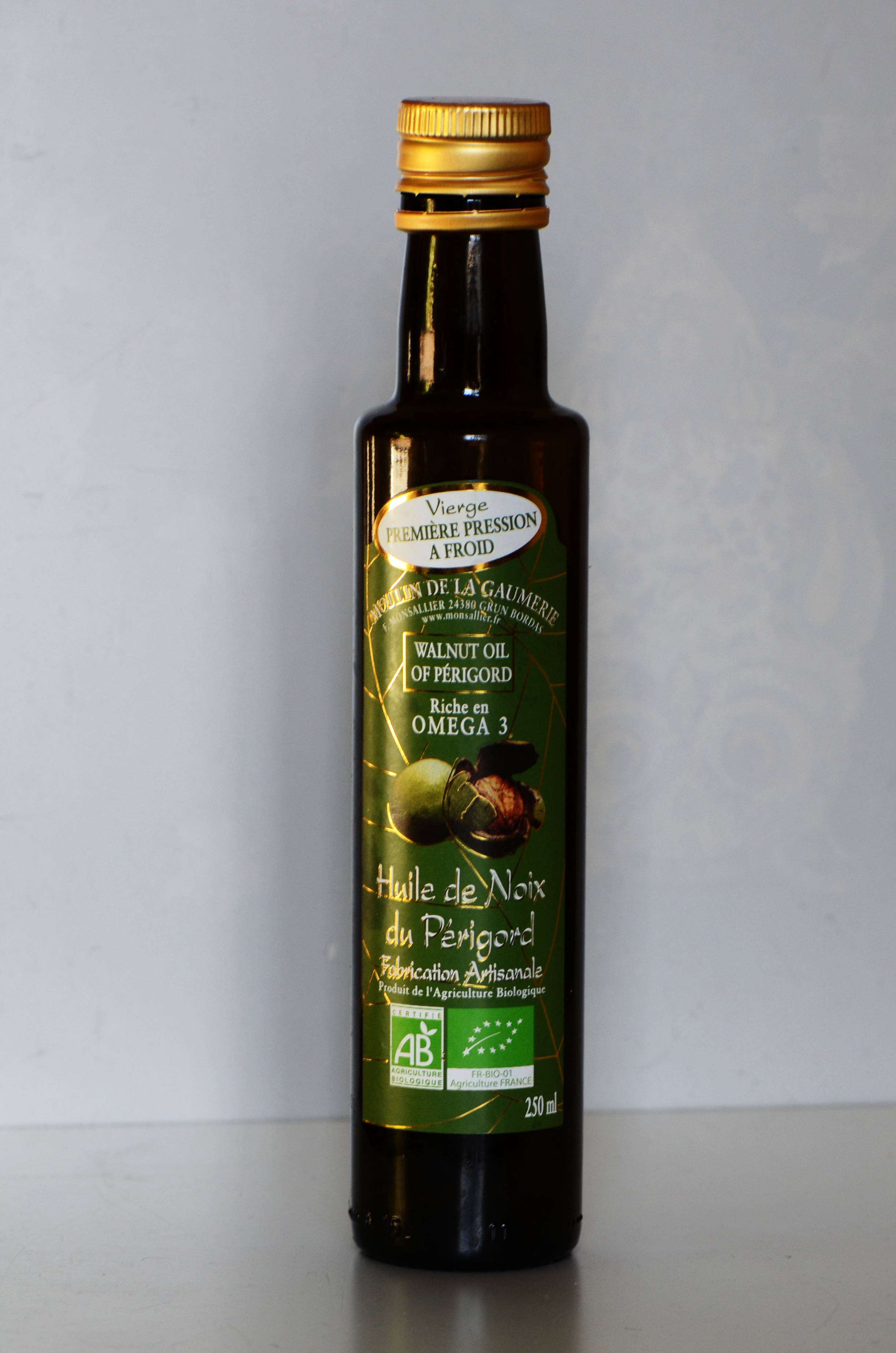
Bouteille d'huile vierge de noix, première pression à froid, du Périgord.

L'huile de noix est extraite à partir des noix pressées et est une excellente source d'oméga 3 et de vitamine E si elle est vierge.

## Alimentation
L'huile de noix est une huile alimentaire de couleur dorée à brun clair, avec une saveur très parfumée (arômes de croûte de pain, de biscuit), utilisée en accompagnement des salades et de certains légumes.
C'est une huile fragile du fait de sa forte proportion d'acides gras insaturés. C'est pourquoi l'huile de noix n'est pas conseillée pour les hautes températures ou la friture. Il reste cependant possible de l'utiliser pour parfumer un plat chaud ou une poêlée en toute fin de cuisson. L'huile de noix se conserve à l'abri de l'air et de la lumière pour les bouteilles non ouvertes et au réfrigérateur ensuite en la sortant suffisamment tôt pour que les saveurs s'expriment de nouveau.

## Composition
La noix est une graine oléagineuse comportant majoritairement des triacylglycérols très riches en acides gras insaturés. L’huile qu’on en extrait exprime toute cette richesse comme on peut le voir dans la table ci-contre d’analyse nutritionnelle, d’après la table Ciqual de l’Anses (AG = acide gras).
L'huile de noix se caractérise par :
- une concentration très élevée en acides gras polyinsaturés AGPI, en moyenne de 69,6 g pour 100 g d’huile. Ces AGPI sont formés d’acide linoléique, un oméga-6 (56,1 g) et d'acide alpha-linolénique, un oméga-3 (11,9 g), le premier avec une concentration 4,7 fois supérieure à celle du second ;
- puis viennent en second les acides gras monoinsaturés (16,8 g), constitués d’acide oléique un oméga-9 et accessoirement d’acide érucastique aussi un oméga-9 ;
- en dernier viennent les acides gras saturés (10 g) constitués d’acide palmitique et stéarique.

Les oméga-3 sont hypocholestérolémiants comme les oméga-6 et sont en outre anti-inflammatoires et limitent l’agrégation plaquettaire (ou coagulation) et donc favorisent la fluidité sanguine et la vasodilatation, contrairement aux oméga-6.
Les oméga-3 et 6 sont aussi utilisés par l’organisme pour synthétiser d’autres oméga-3 : l’EPA ou acide eicosapentaénoïque (20:5 ω-3) puis le DHA acide docosahexaénoïque (22:6 ω-3). Dans la cascade métabolique pour la synthèse de ces autres acides gras limitant l’agrégation plaquettaire, les acides gras fournis par l’alimentation entrent en compétition. Pour être dans les meilleures conditions,, les oméga-6 et les oméga-3 doivent être dans un rapport inférieur à cinq
oméga-6 / oméga-3 < 5.
Or, ces dernières décennies, du fait du développement de l’élevage intensif et de l’alimentation industrielle, ce rapport est en France de 10 et atteint même 40 aux États-Unis.
L’huile de noix qui possède un rapport ω-6/ω-3 = 4,71 fournit un ratio en quelque sorte idéal, permettant de contrebalancer les effets négatifs d’une alimentation industrielle déséquilibrée (au détriment des ω-3), favorisant la prévalence des maladies cardiovasculaires. Peu d’huiles végétales ont un ω-6/ω-3< 5, citons à côté de l’huile de noix, l’huile de colza (ω-6/ω-3=2,6). Sinon les aliments les plus riches en ω-3 sont d’origine animale, comme les poissons gras : la sardine (ω-6/ω-3=0,7) ou les anchois (ω-6/ω-3=0,48).
Pour voir l’importance des apports relatifs des AG saturés, monoinsaturés et polyinsaturés, on peut mettre en parallèle trois huiles végétales. L’huile de noix, beaucoup plus riche en AG polyinsaturés qu’en AG monoinsaturés, contraste avec l’huile d’olive avec des apports relatifs inverses : elle est beaucoup plus riche en AG monoinsaturés (75,2 g/100g) qu’en AG polyinsaturés (7,39 g/100g). Une huile à la mode actuellement, l’huile de coco, est très majoritairement constituée d’AG saturés. Parmi ceux-ci, ils convient de prendre en compte la longueur de la chaîne carbonée qui influence la digestion, l’absorption et le métabolisme. Ceux à courte chaîne n’ont pas d’effet hypercholestérolémiant alors que ceux à longue chaîne (acide palmitique et stéarique) sont hypercholestérolémiants, athérogènes (favorisent la formation de plaque d’athérome), ainsi que thrombogènes et donc augmentent les risques de maladies cardiovasculaires.
Étant donné son niveau élevé en acides gras insaturés, l’huile de noix s’oxyde rapidement : on dit qu’elle rancit. Elle contient cependant quelques antioxydants naturels comme la vitamine E et des composés phénoliques. Bien que les cerneaux de noix possèdent une grande activité antioxydante, l’huile de noix est quand même hautement susceptible de dégradations thermiques et photo-oxydatives.
Pour comprendre cette énigme, il faut se reporter aux mesures précises du devenir des composants bioactifs des cerneaux de noix au cours de l’extraction d’une l’huile vierge (Ojeda-Amador et al., 2018). L’huile vierge de noix est riche en vitamine E (comportant quatre tocophérols de type α-, β-, γ-, δ-) liposolubles, principalement sous la forme de l’isomère gamma γ-tocophérol qui représente 85 % de la totalité du tocophérol. Mais les autres antioxydants, présents sous la forme de composés phénoliques hydrosolubles, ne passent pas dans l’huile car ils se sont piégés dans les tourteaux de noix (les résidus solides du pressurage). En raison de leur faible solubilité dans l’huile, les composés phénoliques polaires ne se trouvent qu’aux faibles concentrations de 14 à 26 mg/kg dans l'huile vierge de noix (suivant la variété des noix). Le tableau ci-contre illustre la chute vertigineuse des phénols de 10 863 mmol/kg des cerneaux 'Lara' à 14 mmol/kg de l'huile qu'on en extrait.
Finalement, il n’y a pratiquement que la seule vitamine E qui reste pour fournir une protection somme toute bien faible à l’huile de noix contre l'oxydation. La mesure de l’activité antioxydante, mesurée par deux méthodes (DPPH et ORAC), met en évidence la chute brutale de l’activité antioxydante lorsque l’on passe des cerneaux à l’huile : la mesure par DPPH décèle une chute de 106 à 0,07 mmol/kg, celle par ORAC de 259 à 0,5 mmol/kg (Ojeda-Amador et al.). Les tourteaux de noix manifestent par contre une forte activité antioxydante, ce qui en fait des sous-produits pourvus d’une excellente source de composés bioactifs.
Toutefois les huiles de noix du commerce possèdent en moyenne des concentrations en tocophérols totaux qui parfois peuvent être très inférieures aux mesures de Ojeda-Amador et al. opérées sur des huiles vierges de première pression à froid fabriquées en laboratoire. Ces différences pourraient s’expliquer selon les auteurs par la variété de noix utilisée mais surtout par une méthode d’extraction de l’huile plus rude, recourant à de plus fortes températures et/ou pressions pour obtenir des rendements supérieurs.
De plus, dans nombre de tables de composition, la vitamine E est évaluée par la seule mesure de α-tocophérol, réputée la mieux absorbée par les humains, comme par exemple la table danoise DTU où vit.E=alpha-tocophérol=4 mg/kg, ce qui donne un résultat biaisé en raison de la non prise en compte du γ-tocophérol majoritaire chez la noix. De même la table Ciqual donne la moyenne pour la vitamine E de 18,1 mg/kg légèrement inférieure aux concentrations de l’α-tocophérol d’Ojeda-Amador et al. (de 23 à 26 mg/kg) mais très inférieure au tocophérol total (somme de α, γ, δ-t.) de l’huile vierge de la variété ‘Hartley’ atteignant 646 mg/kg (soit 36 fois plus). Quand on donne la concentration en vitamine E, il est important de préciser le contenu en isomères de tocophérol suivant qu'on s'intéresse à préserver l'huile de toute dégradation ou qu'on se limite aux qualités nutritionnelles.

## Extraction

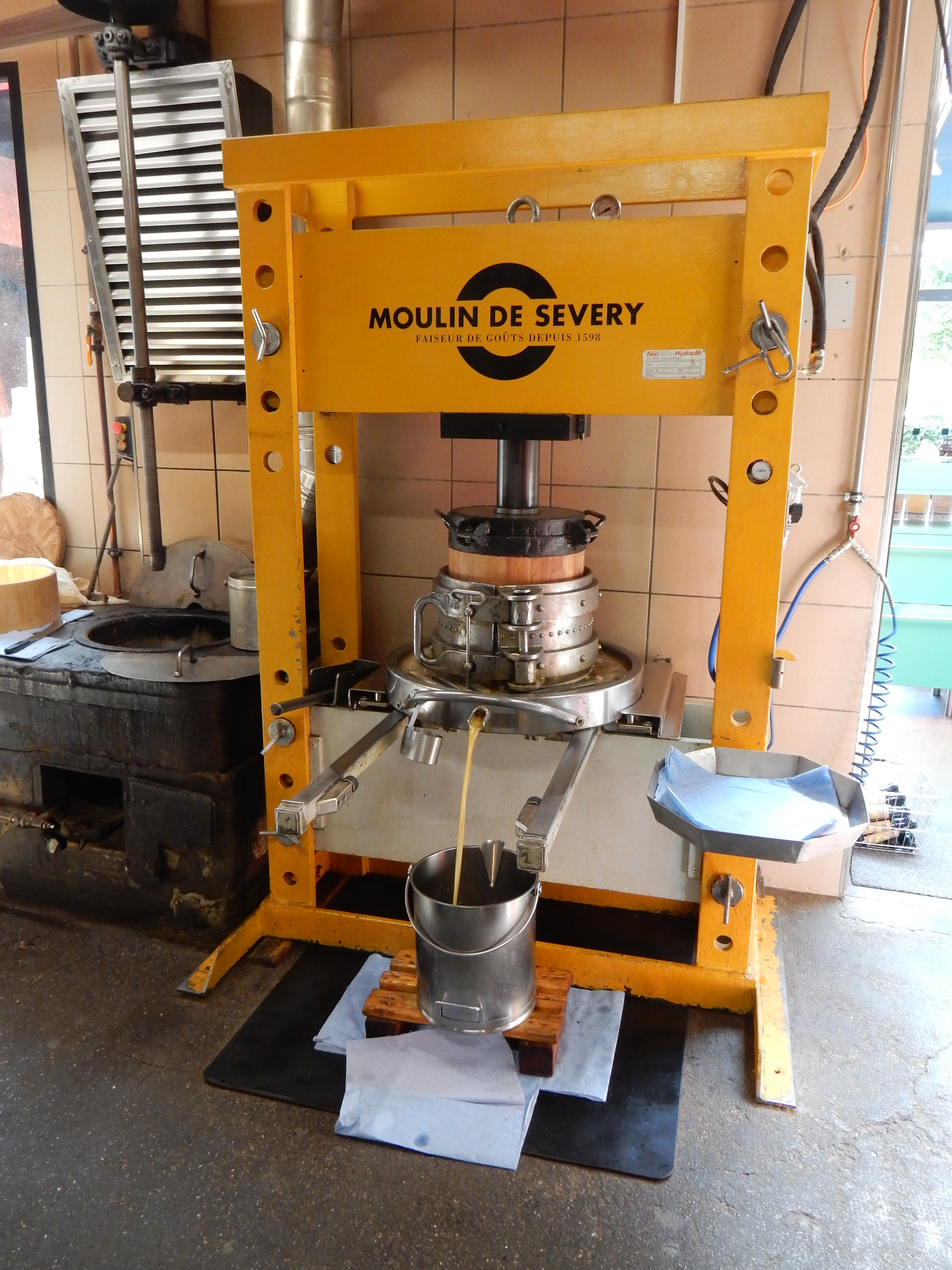
Production par pression (à Sévery en Suisse).

L’huile de noix peut être extraite des cerneaux par des solvants (par exemple à l’hexane) ou par pression. La méthode par pression ne laisse pas de résidu de solvant dans l’huile et donne donc un produit plus pur, préservant les qualités gustatives de la noix. L’huile extraite par solvant demande un raffinement qui enlève une grande quantité de petits composants bioactifs comme les antioxydants et les molécules aromatiques.
On distingue trois niveaux de qualité :
- l'huile de noix raffinée : du produit obtenu par pressurage à haute température de noix considérées habituellement comme non comestibles, on extrait l’huile à l’aide d’un solvant (par exemple l'hexane). Le mélange obtenu est ensuite chauffé à 140 °C pour éliminer le solvant par évaporation. L'huile ainsi extraite qui n’a pas bon goût doit alors être raffinée pour éliminer toutes les impuretés et être neutralisée, désacidifiée, décolorée et désodorisée. Finalement, l'huile de noix raffinée n'a pas de goût, ni d'odeur et ne présente qu'un très faible niveau d’antioxydants, phytostérols et polyphénols ;
- l'huile de noix pure : assemblage à froid ou à chaud d'huile de noix raffinée et d'huile vierge de noix, c'est le produit le plus courant dans la grande distribution. Il présente l'avantage d'avoir le goût de l'huile vierge de noix à un prix très agressif ;

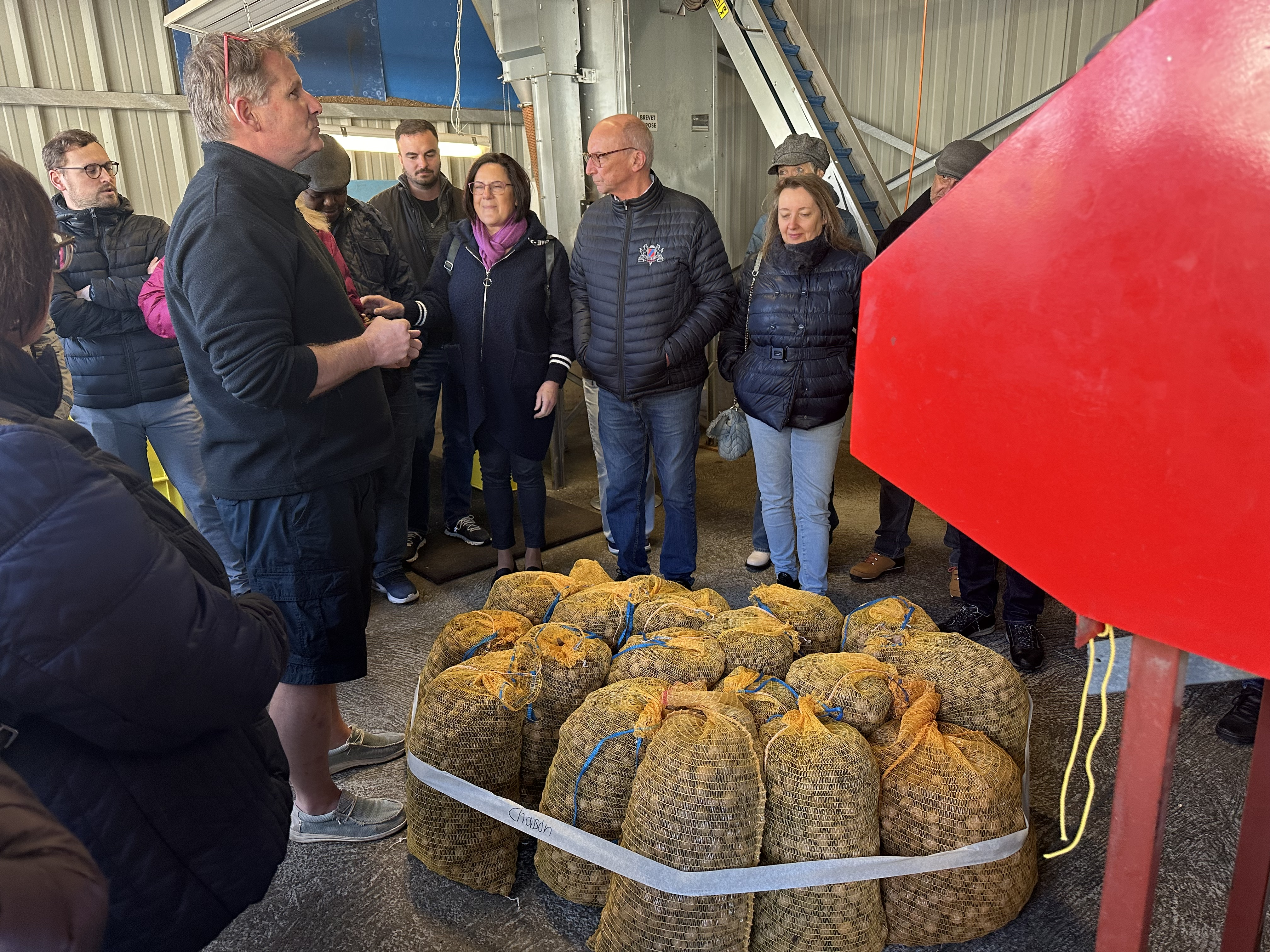
l'huile vierge de noix : c'est une huile qui ne provient que de noix de bonne qualité. Les noix sont d’abord broyées puis pressées mécaniquement. Le résidu solide qui se présente sous forme de grosses galettes appelées « tourteaux de noix » était jadis donné aux animaux. Pour être parfaitement limpide, l'huile est filtrée. Traditionnellement, une partie des noix est toastée avant le pressage pour intensifier le goût. On parle de pression à froid (pour T≈40 °C) et de pression à chaud (T= 60 à 80 °C). L'huile vierge de noix contient beaucoup plus d’antioxydants qu'une huile raffinée et est généralement préférée par les nutritionnistes. Elle contient également des phytostérols et de polyphénols.   - Noix avant extraction des cerneaux de noix. Ici broyage automatisé au Moulin de Severy (Vaud).
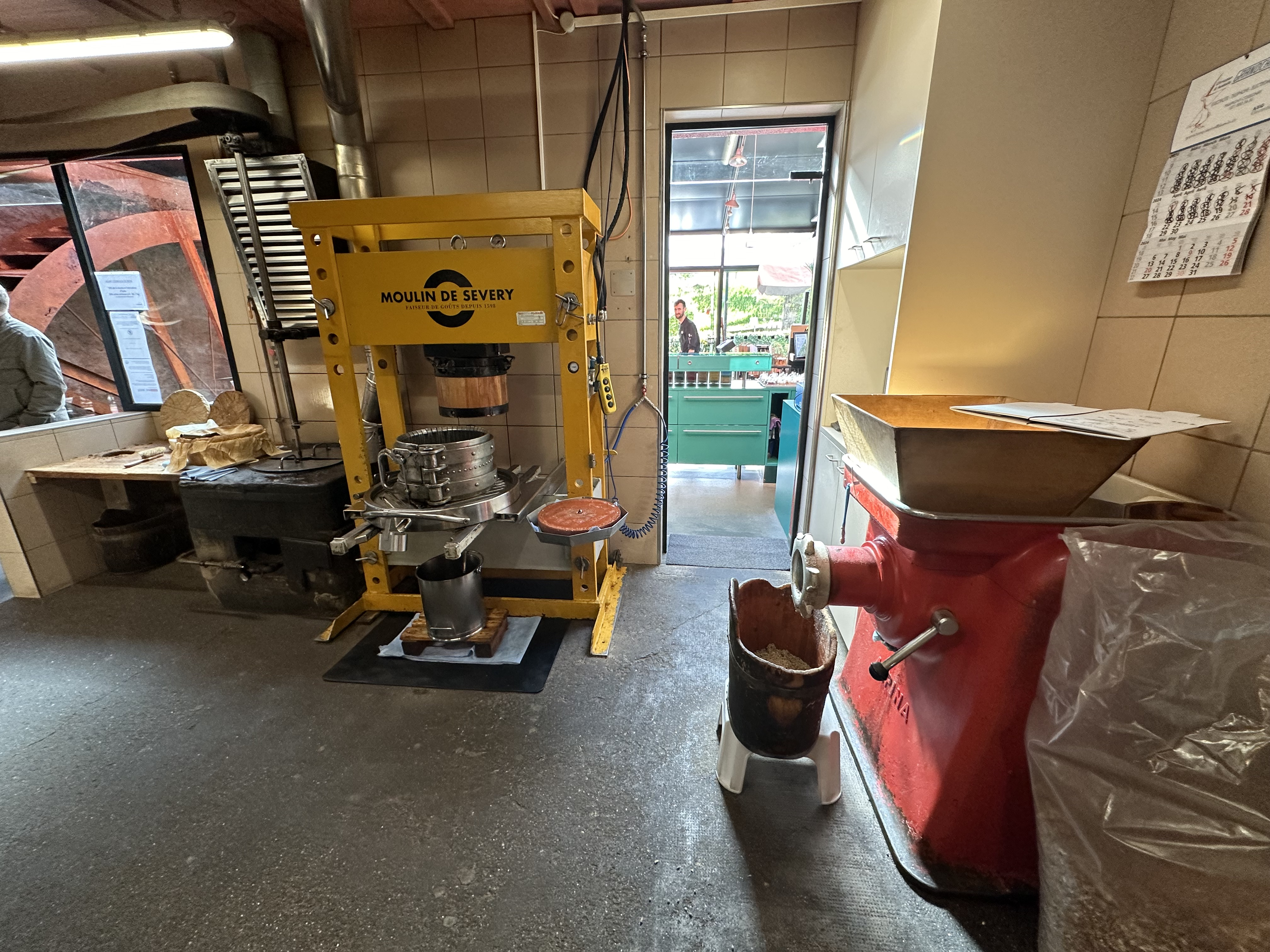
Four à toster et presse 60 tonnes au Moulin de Severy (Vaud)
  - Four à toster et presse 60 tonnes au Moulin de Severy (Vaud)

## Histoire
En Europe, depuis l’Antiquité gréco-romaine, le noyer et son fruit ont souffert d’une mauvaise réputation. L’idée que l’ombre de l’arbre était néfaste et que la noix était indigeste et toxique s’est transmise à travers les siècles.
Dioscoride, le pharmacologue grec du Ier siècle, est le premier à répandre ces informations dans un cadre proto-scientifique. Il décrit dans son Traité de matière médicale (I, 125), l’utilisation médicinale de la noix et mentionne qu’on en faisait de l’huile, sans décrire son usage. Sachant que l'œuvre de Dioscoride a été une source de connaissances majeures en matière de remèdes naturels en Europe et au Proche-Orient durant plus de 1 600 ans, l’impact de ses recommandations fut considérable pour les siècles suivants.
Au Moyen Âge, Aldebrandin de Sienne (XIIIe siècle) indique que l’huile de noix est de nature très chaude et ne doit pas être utilisée comme l’huile d’olive car elle garde les propriétés néfastes des noix. Les recettes médiévales utilisant l’huile de noix sont extrêmement rares. Toutefois, un recueil de cuisine de d’Europe du Nord datant des XIVe – XVe siècles, le Libellus de arte coquinaria, mentionne une recette avec de l’huile de noix au début du manuscrit. Pour les spécialistes, l’huile de noix était très utilisée dans la cuisine médiévale. Alors que les livres écrits par les médecins ont continué très longtemps à mettre en garde contre les noix sèches, les livres conçus par des cuisiniers ont contribué peu à peu à revaloriser les noix par un de ses produits dérivés. Au XVIe siècle, le médecin Ambroise Paré évoque rapidement l’huile de noix qu’on produit par expression.
En 1606, le médecin Joseph du Chesne indique que l’huile de noix est d’un usage très répandu, « fort commun », notamment « pour nourriture ». L’agronome Louis Liger (1658-1717) indique que l’huile de noix est particulièrement utilisée dans les campagnes où elle sert à « faire de la soupe » et à « composer des ragoûts pour les domestiques ». Il offre ainsi l’image d’un aliment peu raffiné, bon aux paysans et aux domestiques.
L’abondant usage de l’huile de noix suppose une production en conséquence. C’est ce qu’indique le Dictionnaire universel de commerce (1723) de Jacques Savary des Bruslons : les provinces de l’actuelle région du sud-ouest, Périgord, Quercy, Limousin et Auvergne, sont des régions productrices et exportatrices de noix et d’huile de noix. Il considère « qu’on plante les noyers principalement pour en avoir de l’huile ». Le dictionnaire ne s’attarde pas sur les usages alimentaires de l’huile de noix mais insiste davantage sur ses liens avec les apothicaires et les épiciers, seuls autorisés à vendre cette huile considérée comme « une drogue simple ». Toutefois une remarque du Dictionnaire portatif de cuisine note qu’« on se sert aussi de l’huile de noix ; mais elle n’a pas une saveur aussi agréable que celle d’olives,& échauffe beaucoup plus ».
L’encyclopédie agronomique Agriculture et maison rustique de Charles Estienne et Jean Liébault, assortie de considérations sur les soins de santé à apporter au personnel, est riche d’informations sur la culture des noyers et sur l’emploi des noix et de l’huile de noix dans divers remèdes. L’ouvrage fut réimprimé régulièrement de 1564 jusqu’au milieu du XVIIe siècle. Le chapitre XXXII de l’édition de 1658 est consacré au noyer. On y retrouve tous les clichés répétés depuis l’Antiquité, sur toutes les nuisances que peut provoquer son ombre à la végétation alentour ou à ceux qui s’endorment dessous. Puis très pragmatiquement, il indique que l’arbre « est utile & profitable » et livre de précieux conseils de plantation, d’entretien et de récolte. « Les profits que le noyer rend à son maistre sont infinis » dit-il car il lui donne d’excellentes confitures (de noix vertes), du bois de chauffage pour la cuisine, et son fruit « pour sa table & pour la cuisine,& pour la lampe ». On fait de « l’huile de noix à grand cours, comme en Mirebalois & aux enuirons » (région de Mirebeau dans le département de la Vienne). « L’huile de noix, beue à la quantité de cinq ou six onces, guérit la colique, si vous mettez quelque peu de chaux parmy l’huile de noix, fera un liniment fort singulier pour les tumeurs & contractions des nerfs. L’huile vieille de noix guérit la taigne ».
Finalement, on peut considérer que l’usage de l’huile de noix était répandue aux XVIIe – XVIIIe siècles dans les couches populaires. C’était une huile peu valorisée à l’inverse de maintenant. Peut-être l’opinion très négative du monde médical y est-elle pour quelque chose mais aussi il est aussi possible qu’on ne savait pas la conserver sans qu’elle devienne très rapidement rance. Menon, dans son recueil de cuisine de 1776, indique que l’huile de noix est moins agréable au goût que celle de noisette et qu’elle possède plus d’âcreté.
En France, l'huile de noix du Périgord a obtenu le label appellation d'origine contrôlée (AOC) en 2018.

## Recettes de cuisine
- Le fromage peut être conservé dans l'huile de noix.
- Les légumes cuits chauds peuvent être aromatisés avec un filet d'huile de noix.
- La vinaigrette à l'huile de noix.
- La pâtisserie à l'huile de noix pour aromatiser certains gâteaux.
- Le gâteau à l'huile de noix.

## Peinture
L'huile de noix est une huile semi siccative, très intéressante en peinture. Avec l'huile de lin et l'huile d'œillette, elle est utilisée comme liant pour la mise au point de peinture à l'huile.
Parmi toutes les huiles des peintres, c'est la moins colorée, d'où une utilisation depuis très longtemps pour broyer les couleurs claires. Elle donne un film d'une grande qualité. Elle est toutefois moins siccative que l'huile de lin.